# Mãe de Deus de Cazã
A Mãe de Deus ou Teótoco de Cazã é um ícone religioso do Patriarcado de Moscou. 
O ícone é considerado um dos mais importantes para a Igreja Ortodoxa Russa. Após a Revolução de 1917, a imagem abrigada na Catedral de Cazã desapareceu por décadas. Apenas na década de 1990 é que o ícone foi confiado ao Papa João Paulo II no Vaticano, o qual determinou sua devolução para o Patriarcado de Moscou em 2004.

## História
Durante o período socialista na União Soviética, o ícone esteve escondido e apareceu numa exposição nos Estados Unidos. 
O ícone da Senhora de Cazã foi para Portugal pelo Exército azul e ficou na Igreja Ortodoxa em Fátima, com a intenção de ser entregue à Rússia quando a revolução fosse dissolvida. Em 1993, numa das visitas do Papa João Paulo II, foi-lhe entregue a imagem da Senhora de Cazã para ser entregue à Rússia.
Infelizmente o Papa João Paulo II não conseguiu levar a imagem à Rússia porque a sua viagem foi sempre vetada pelos ortodoxos russos.
Em 2004, o Papa enviou o ícone para a Rússia, acompanhado de uma delegação do Vaticano. A imagem foi recebida pelo Patriarca de Moscou Aleixo II em um ofício solene na Catedral da Dormição em Moscou.
O ícone encontra-se reservado no Kremlin de Cazã, capital da república do Tataristão, terra de origem dos tártaros, na Federação Russa.